# Eusebius af Cæsarea
Eusebius (eller Euseb) af Cæsarea (født ca. 260, død ca. 340) var biskop i Cæsarea Palæstina og kaldes kirkehistoriens far. 

## Biografi
Eusebius var elev af St. Pamphilus, som lærte ham op i traditionen efter Origenes. Efter Pamphilus' martyrdød i 310 flygtede han til Tyrus for at undslippe forfølgelsen af kristne som foregik der. Han fortsatte til Egypten, hvor han sad fængslet i nogle måneder.
I 315 var han biskop i Cæsarea; udnævnelsen må have fundet sted mellem år 310 og 315. I striden om arianismen støttede han Arius, og blev fordømt og fjernet fra sit embede af koncilet i Antiokia, et lokalt kirkekoncil holdt i 324/325. Kort tid efter, ved koncilet i Nikæa i 325, blev han genindsat af kejser Konstantin efter at have fremsagt en trosbekendelse. Han hævdede selv senere at denne trosbekendelse udgjorde grundlaget for den nikænske trosbekendelse, men det er tvivlsomt om dette stemmer. Eusebius godtog den nikænske trosbekendelse, men kun halvhjertet. Han fortsatte også med at være en modstander af Athansius af Alexandria, arianismens argeste modstander.
Omkring 327 blev han tilbudt bispesædet i Antiokia, men tog ikke imod det. Han deltog ved koncilet i Tyrus, et lokalt kirkekoncil, i 335, og han var også med ved indvielsen af Opstandelseskirken i Jerusalem. Efter dette blev han kaldt til Konstantinopel for at give kejser Konstantin råd om, hvad han skulle gøre med Athanasius af Alexandria. Kejseren sympatiserede med arianismen, selv om han selv havde været central i bekæmpelsen af den ved koncilet i Nikæa. Derfor, og fordi han generelt frygtede uro i riget, ønskede han at sørge for at Athanasius afsluttede sin aggressive holdning mod arianerne. Eusebius, som selv havde arianske sympatier, var derfor den perfekte rådgiver. Ved fejringen af 30-års jubilæet for at Konstantin fik tronen holdt han en tale, som er bevaret.
Eusebius regnes ikke som en helgen, hvilket formentlig hovedsageligt skyldes hans arianske sympatier.
1. ↑  Navnet er anført på engelsk og stammer fra Wikidata hvor navnet endnu ikke findes på dansk.
2. ↑  Navnet er anført på engelsk og stammer fra Wikidata hvor navnet endnu ikke findes på dansk.
3. ↑  Navnet er anført på engelsk og stammer fra Wikidata hvor navnet endnu ikke findes på dansk.
4. ↑  Navnet er anført på engelsk og stammer fra Wikidata hvor navnet endnu ikke findes på dansk.